# Twardy Grzbiet

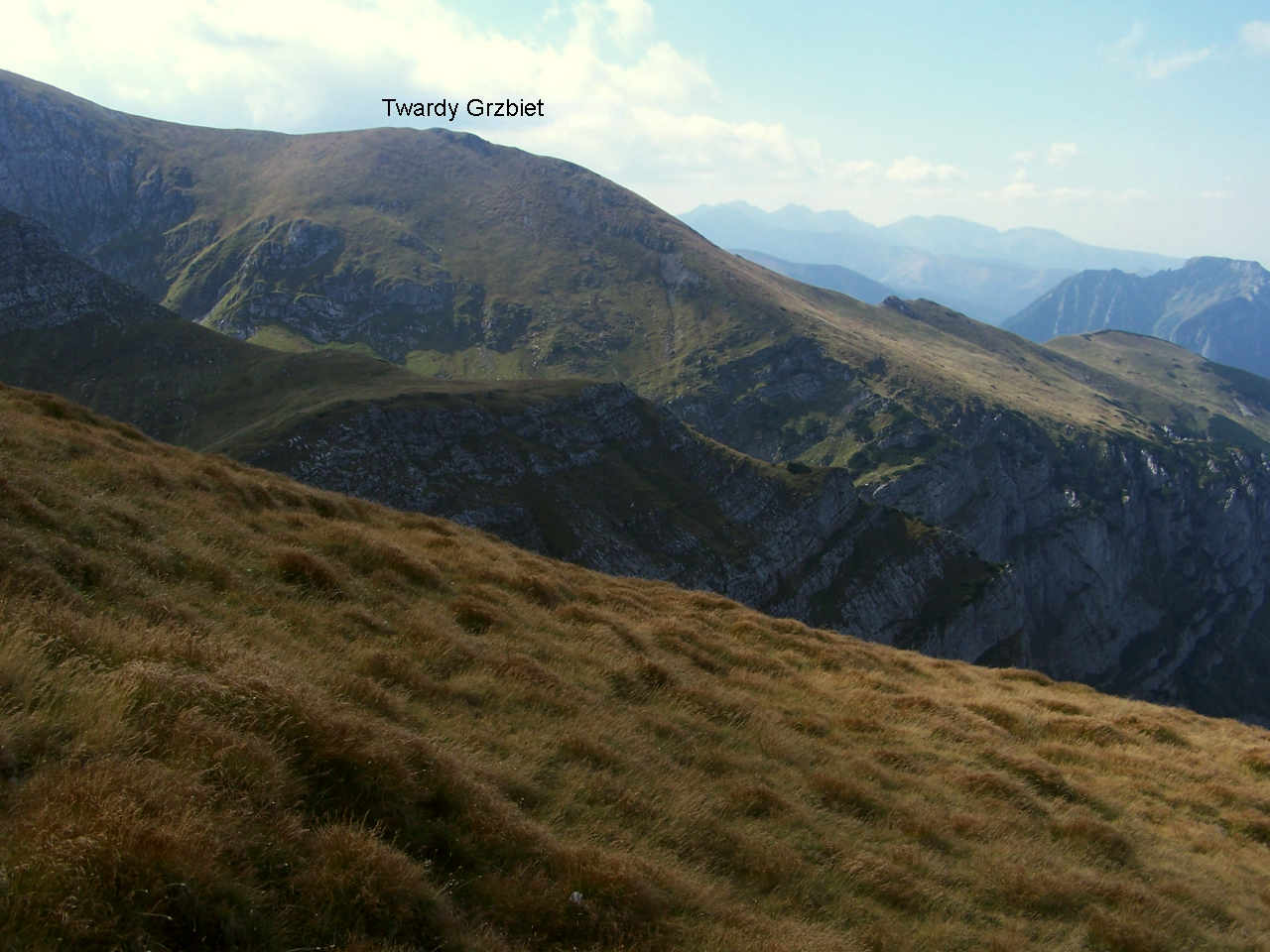
Twardy Grzbiet i Chuda Turnia – widok ze zboczy Małołączniaka. Poniżej Twardego Grzbietu Kozi Grzbiet

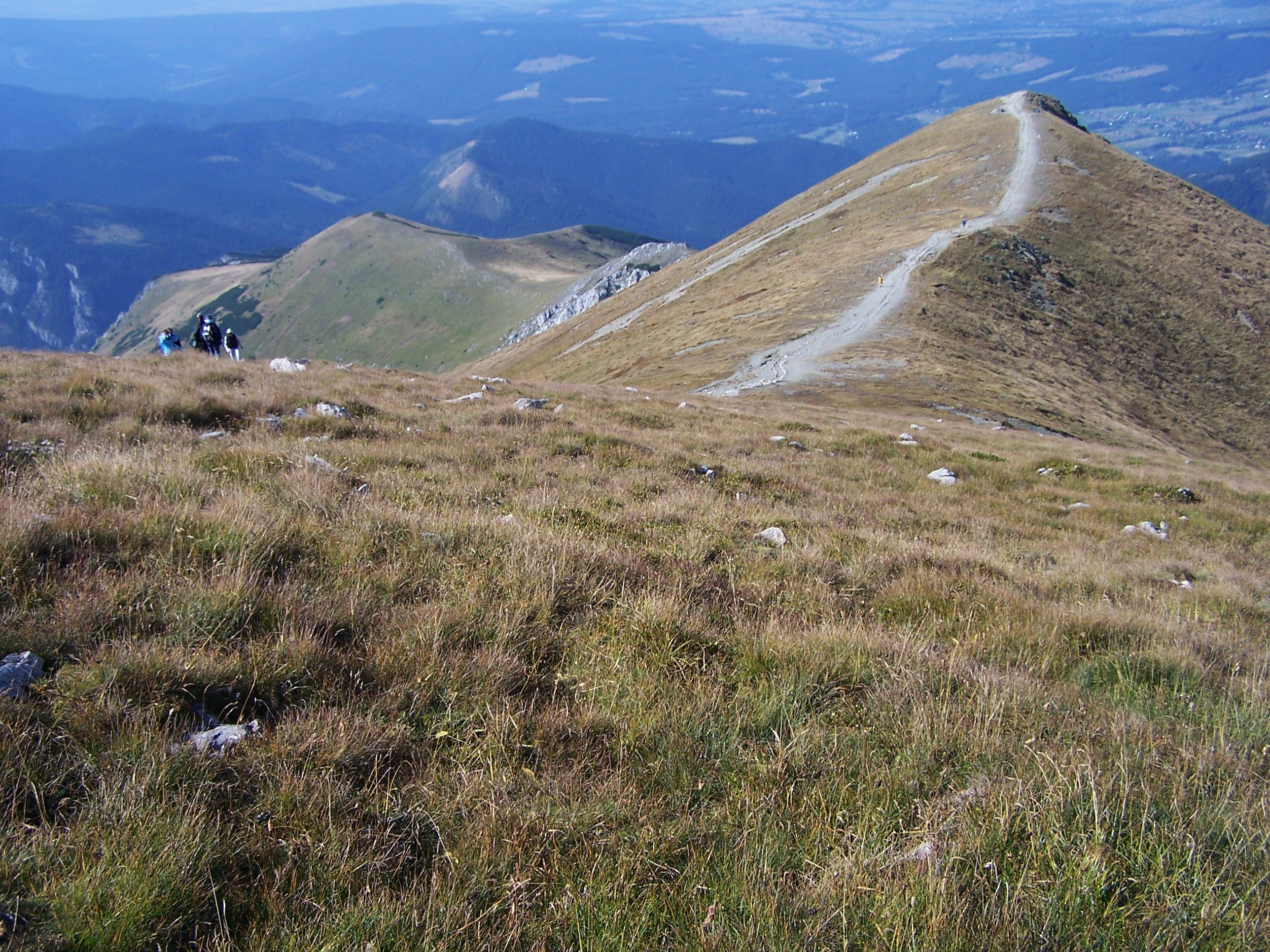
Twardy Grzbiet – widok ze szczytu Ciemniaka

Twardy Grzbiet – górny odcinek północno-zachodniej grani Ciemniaka w polskich w Tatrach Zachodnich. Ciągnie się od szczytu Ciemniaka (2096 m) do Chudej Przełączki (1850 m). Wyróżnia się w nim niewybitny szczyt Twarda Kopa (2026 m), oddzielony od szczytu Ciemniaka płaską i niską przełączką Szerokie Siodło. Nazwa grzbietu pochodzi od tego, że od Chudej Przełączki aż do wysokości ok. 2032 m grań przykryta jest warstwą twardych alaskitów (ok. 0,2 km²), w odróżnieniu od miękkich skał osadowych budujących poniżej grzbiet rozdzielający Dolinę Kościeliską i Miętusią. Porastają go typowe dla granitowych skał rośliny, m.in. czerwonawo zabarwiony sit skucina, który nadaje widoczne z daleka zabarwienie Czerwonym Wierchom, oraz boimka dwurzędowa. Z Twardego Upłazu rozlegają się widoki na Tatry Zachodnie aż po Osobitą. Na wschód oglądać można m.in. wiszące dolinki Litworową i Mułową pod szczytami Ciemniaka i Małołączniaka.
Trawiaste zbocze na północno-wschodniej stronie środkowej części Twardego Grzbietu nosi nazwę Twardego Upłazu. Dość często nazwy te są utożsamiane.

## Szlaki turystyczne
Twardym Grzbietem prowadzą szlaki turystyczne czerwony i zielony, biegnące razem na odcinku z Chudej Przełączki na Ciemniak.
 – czerwony z Cudakowej Polany w Dolinie Kościeliskiej na Czerwone Wierchy przez polanę Upłaz, Chudą Przełączkę i Twardy Grzbiet.
- Czas przejścia z Doliny Kościeliskiej na Chudą Przełączkę: 2:45 h, ↓ 2 h
- Czas przejścia z Chudej Przełączki na Ciemniak: 40 min, ↓ 30 min

 – zielony ze schroniska na Hali Ornak Doliną Tomanową i dalej na Chudą Przełączkę i Twardy Grzbiet.
- Czas przejścia ze schroniska na Chudą Przełączkę: 3 h, ↓ 2:10 h
- Czas przejścia z Chudej Przełączki na Ciemniak: 40 min, ↓ 30 min.